# Gledhow
Gledhow ist ein Vorort und Stadtteil von Albany im australischen Bundesstaat Western Australia.
Der Ort liegt im Westen von Albany. 

## Geographie
Gledhow liegt rund fünf Kilometer westlich der Innenstadt am South Coast Highway und an der Lower Denmark Road.
Im Westen grenzt der Stadtteil an Marbelup und Cuthbert, im Norden an McKail, im Süden an Robinson, und im Osten an Lockyer und Mount Elphinstone.
In Gledhow liegt das Naturschutzgebiet Gledhow Nature Reserve.

## Bevölkerung
Der Ort Gledhow hatte 2016 eine Bevölkerung von 975 Menschen, davon 52 % männlich und 48 % weiblich. 3,1 % der Einwohner (30 Personen) sind Aborigines oder Torres-Strait-Insulaner.
Das durchschnittliche Alter in Gledhow liegt bei 42 Jahren, vier Jahre über dem australischen Durchschnitt von 38 Jahren.